# PESEL2
PESEL2 – program rozwoju systemu dostępu obywateli (w szczególności przedsiębiorców) do informacji i usług publicznych on-line, projekt przeprowadzony przez Ministerstwo Spraw Wewnętrznych w celu realizacji koncepcji społeczeństwa informacyjnego, obejmujący w szczególności usprawnienie obsługi obywatela i przedsiębiorcy przez stworzenie możliwości świadczenia usług przez administrację publiczną za pośrednictwem środków komunikacji elektronicznej, takich jak internet lub telefonia mobilna, mający uprościć systemy informatyczne i procedury administracyjne oraz poprawić wiarygodność informacji. Program PESEL2 jest przedsięwzięciem w zakresie budowy nowoczesnej e-administracji dla potrzeb zarządzania państwem.

## Informacje o projekcie
Cel operacyjny – umożliwienie przedsiębiorcom oraz obywatelom korzystania w trybie on-line z usług administracyjnych oferowanych przez administracje różnych szczebli.
Cel strategiczny – usprawnienie obsługi obywatela i przedsiębiorcy poprzez umożliwienie dostępu do zasobów informacyjnych rejestru PESEL, jako rejestru podstawowego dla ewidencji ludności w ramach budowy nowoczesnej infrastruktury państwa.

## Finansowanie
Projekt PESEL2 był współfinansowany ze środków Europejskiego Funduszu Rozwoju Regionalnego i realizowany w ramach Narodowego Programu Rozwoju na lata 2004–2006, którego częścią był Sektorowy Program Operacyjny Wzrost Konkurencyjności Przedsiębiorstw (SPO WKP), Działanie 1.5 Rozwój systemu dostępu przedsiębiorców do informacji i usług publicznych on-line.
Przy wstępnych założeniach koszt projektu PESEL2 miał wynieść 200,1 mln zł, z czego tylko 25% miało pochodzić z budżetu krajowego, a pozostała część miała zostać dofinansowana z Sektorowego Programu Operacyjnego Wzrost Konkurencyjności Przedsiębiorstw (Działanie 1.5).

## Realizacja projektu

### Wykonywane działania
- Wrzesień 2005 r. – podpisanie umowy pomiędzy MSWiA a MNiSW na dofinansowanie projektu PESEL2,
- Zaplanowany okres realizacji projektu: 1 czerwca 2005 – 31 grudnia 2007,
- Sierpień 2006 r. – powołanie Biura Projektu; rozpoczęcie prac planistycznych i organizacyjnych, rozpoczęcie pierwszych postępowań przetargowych,
- Czerwiec 2007 r. – rozstrzygnięcie postępowania dotyczące wyboru konsultanta, wybór firmy UNIZETO,
- Do września 2007 r. – zakontraktowanie zadań konsultacyjnych (5% założonego pierwotnie budżetu całego projektu),
- Październik 2007 r. – ograniczenie wartości projektu do 126 mln zł,
- Do końca 2007 r. – prace nad zmianą koncepcji realizacji projektu.
- Zakończenie realizacji programu przewidywane było na maj 2008 r.
- 30 września 2008 – zakończenie projektu.

### Plan naprawczy
Grudzień 2007 r. – przegląd realizacji projektu przez Komitet Sterujący Projektu PESEL2 – decyzja o kontynuowaniu projektu oraz, z uwagi na opóźnienia w realizacji projektu, o przesunięciu terminu realizacji projektu do czerwca 2008 r.; przedstawienie planu naprawczego, istotnie ograniczającego zakres projektu:
- koncentracja na modernizacji istniejącej infrastruktury centralnego rejestru PESEL
- konieczność zastąpienia – dotychczas używanego – polskiego systemu zarządzania bazami danych „Jantar” nowym amerykańskim środowiskiem DB-2 i nową referencyjną infrastrukturą; według autorów systemu Jantar decyzja ta była nieuzasadniona zarówno ze względu merytorycznych, jak i ekonomicznych[1]
- wprowadzenie dwóch usług: „dostępu w formie elektronicznej do wydanych i unieważnionych dokumentów” i „weryfikacji danych osobowo-adresowych w trybie elektronicznym” w sposób inny niż jest to dostępne w dotychczasowych rozwiązaniach; usługi te wdrożono na podstawie umowy z roku 2001.
- określenie finansowania projektu na poziomie 31 mln zł.

W marcu 2007 r. Instytut Sobieskiego opublikował raport dotyczący celowości i zagrożeń związanych z wprowadzeniem w Polsce projektu PESEL2. Raport w założeniu miał ożywić dyskusję nad PESEL2.

## Zakończenie projektu PESEL 2
Zakończenie realizacji programu przewidywane było na czerwiec 2008 r., ale z uwagi na opóźnienia realizacja projektu została zakończona 30 września 2008.
W roku 2007 MSWiA zaczęło opracowywać plan naprawczy, który zakładał istotne ograniczenie zakresu projektu do elementów realizowanych w czasie pozostałym do rozliczenia projektu. Zrealizowano również kilka usług:
1. „Weryfikacja istnienia dowodu osobistego, zawierającego określony zestaw danych w bazie aktualnych dowodów osobistych”
2. „Weryfikacja danych adresowych osób ewidencjonowanych w rejestrze PESEL”
3. „Udostępnianie danych adresowych osób ewidencjonowanych w rejestrze PESEL”

Usługi zostały przygotowane do udostępnienia dla przedsiębiorców: pierwsze dwie w trybie teletransmisji, a trzecia przez ePUAP (elektroniczną Platformę Usług Administracji Publicznej).
Przebudowując rejestry państwowe, zdecydowano się wykorzystać rozwiązania technologiczne pozwalające sprawnie i dynamicznie zreformować eksploatowane systemy w celu ich dostosowania do planowanego odmiejscowienia czynności urzędowych. Pomyślnie zrealizowane zadania nakreślone w ramach planu naprawczego stanowią podstawy do rozpoczęcia przez MSWiA prac nad projektem pl.ID – elektronicznym dokumentem tożsamości.
W roku 2011 w związku z podejrzeniem korupcji w projekcie PESEL2 zatrzymano łącznie 14 osób, w tym dyrektora Centrum Projektów Informatycznych Andrzeja M., naczelnika wydziału w Komendzie Głównej Policji oraz dyrektorów sprzedaży w firmach HP i IBM.
W roku 2012 Urząd Zamówień Publicznych opublikował raport z kontroli przeprowadzonej w Centrum Projektów Informatycznych w związku z podejrzeniem obchodzenia prawa zamówień publicznych w projekcie PESEL2. W wyniku kontroli ujawniono, że CPI podzieliło projekt na cztery części. Pierwsza z nich została wyceniona poniżej wartości progowej (14 tys. euro) wymagającej przeprowadzenia przetargu i jako taka została bez przetargu zlecona firmie IBM. Ponieważ CPI w umowie nie zapewniło sobie praw do modyfikacji lub rozbudowy systemu, kolejne umowy, wycenione łącznie na 77 mln zł, pod pretekstem wyłączności majątkowych praw autorskich uzyskał również IBM. Według UZP zamawiający (CPI) działał w celu obejścia prawa.